# Children in Need 2012
Children in Need 2012 es una campaña que tuvo lugar en el Reino Unido para recaudar fondos para la organización Children in Need. El 2012 marca el 32.º aniversario de la apelación que culminó en una trasmisión en directo en la BBC One en la tarde del 16 de noviembre hasta las primeras horas del 17 de noviembre. La transmisión fue presentada por Terry Wogan, con Tess Daly, Fearne Cotton y Nick Grimshaw como copresentadores. El programa fue transmitido desde el BBC Television Centre en Londres pero también incluye retransmisiones regionales presentadas desde varias localidades en el Reino Unido.